# Xysticus strandi
Xysticus strandi is een spinnensoort uit de familie van de krabspinnen (Thomisidae).
De wetenschappelijke naam van de soort werd in 1934 gepubliceerd door Gábor von Kolosváry. Platnick vermeldt de naam als nomen dubium, onder verwijzing naar een artikel van Rainer Breitling et al. van 2016: de soort is na de publicatie van de naam, de beschrijving en de afbeelding, nooit meer teruggevonden; de locatie waar het typemateriaal zich bevindt is onbekend. Kolosváry vermoedde een verwantschap met Xysticus kochi maar de beschrijving en de afbeelding suggereren een nog sterkere gelijkenis met Xysticus gallicus.